# Caserío Salturri
El caserío Salturri se sitúa en un segundo núcleo del barrio de Azkoaga de Aramayona (Álava, España), según descendemos del conjunto edificatorio formado en torno al caserío parroquial de San Juan Bautista. Dicho conjunto se dispone en un alto, quedando el resto de los caseríos desparramados por las laderas con una considerable pendiente.
En este entorno totalmente rural, la situación del caserío Salturri es privilegiada, debido a que se dispone dominando uno de los terrenos más interesantes de la ladera, sobre un pequeño mogote.
El caserío Salturri es uno de los más antiguos de todo el valle; de ello nos dan testimonio tanto la tipología como las soluciones constructivas y estructurales. Según todas las fuentes su construcción data del siglo XVI.

## Descripción
Se trata de un edificio aislado levantado sobre una planta cuadrangular de planta baja más una altura y camarote bajo la cubierta a dos aguas, con caballetes paralelos a la fachada principal. Siguiendo este esquema el caserío se levanta con muros de mampostería perimetrales que aparecen totalmente encalados y una estructura interior de madera.
El muro perimetral de mampostería que constituye las fachadas, es sustituido en el tramo central de fachada principal por una estructura porticada de madera remetida, que da lugar en planta baja a un gran pórtico adintelado donde se van a disponer los accesos a los diferentes recintos del caserío. Esta estructura se sustenta en un gran poste central de madera, de una sola pieza, apoyado a su vez en una basa de piedra. Dicho elemento recoge la cumbrera de la cubierta, y a su vez sostiene parte del amplio alero por medio de una tornapunta.
En el lateral derecho del porche se pueden apreciar unas impostas de sillería labrada, lo que pudo haber sido una pilastra que sirviera como arranque a una estructura de doble arco, que hubiera sustituido a la estructura de madera que finalmente ha permanecido. En la estructura interior, a su vez, podemos encontrar algunos elementos quizás reutilizados de una estructura anterior, procedentes de un tolar.